# Spirorbis mediokeuperinus
Spirorbis mediokeuperinus är en ringmaskart som beskrevs av Johann Heinrich Linck d.y. 1972. Spirorbis mediokeuperinus ingår i släktet Spirorbis och familjen Serpulidae. Inga underarter finns listade i Catalogue of Life.